# Weststadt (Göttingen)

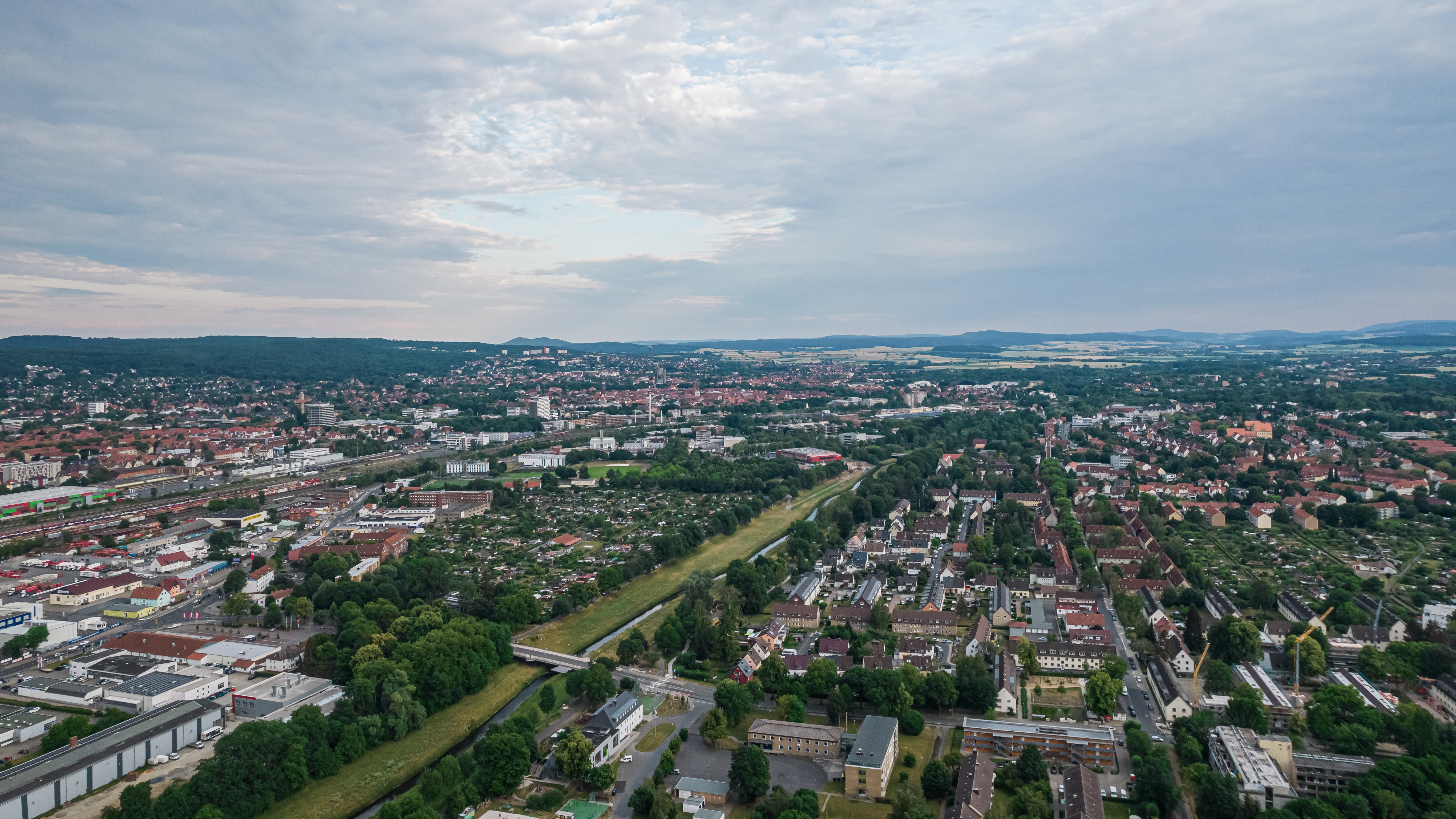
Luftaufnahme von Göttingen-Weststadt 2022

Die Göttinger Stadtbezirke

Die Weststadt ist einer der 18 Stadtbezirke in Göttingen. Sie liegt nordwestlich der Innenstadt und wird im Osten von den Bahnanlagen begrenzt. Nach Westen und Süden geht sie nach Grone über, im Norden nach Holtensen, die Grenze entspricht den Gemeindegrenzen vor der Eingemeindung von Grone und Holtensen. Die Weststadt reicht von der Großwohnsiedlung „Holtenser Berg“ im Norden über Hagenberg und Egelsberg bis zum alten Stadtfriedhof im Süden sowie von der Bahnhofswestseite bis in das Göttinger Industriegebiet. Die Leine verläuft durch den östlichen Teil der Weststadt.
Die größtenteils erst im 20. Jahrhundert bebaute Weststadt ist von Mietwohnungen, kleineren Eigenheimen und Gewerbebetrieben geprägt. Am 31. Dezember 2023 lebten hier 12.359 Menschen.

## Geschichte

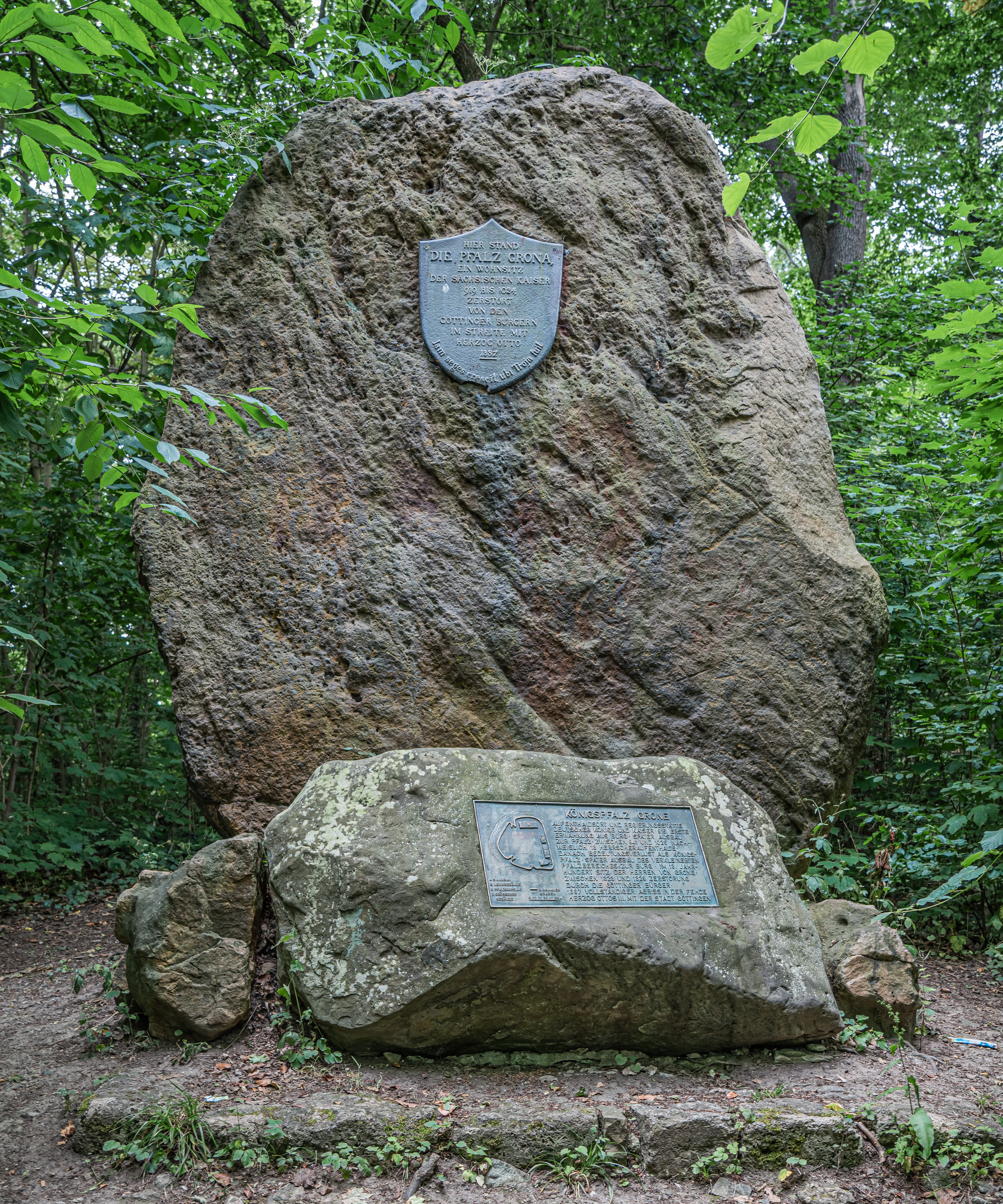
Gedenkstein auf dem Gelände der Pfalz

Auf dem Südwestende des Hagenbergs stand die 915 zuerst erwähnte Königspfalz Grona. Sie war zu Beginn des 11. Jahrhunderts eine der wichtigsten Pfalzen in Deutschland, 1024 verstarb hier Kaiser Heinrich II. Die Wirtschaftshöfe, die die Pfalz versorgten, lagen etwa drei Kilometer südlich und waren eine Keimzelle des Ortsteils Grone. Sie waren über den „Königsstieg“ mit der Pfalz verbunden. In den folgenden Jahrhunderten verlor die Pfalz an Bedeutung. Wie auch andere Adelssitze in der Umgebung wurde sie im 14. Jahrhundert von den Bürgern der aufstrebenden Hansestadt Göttingen mehrfach befehdet und 1386 endgültig zerstört.
Der Bereich der heutigen Weststadt diente bis in das 19. Jahrhundert vorrangig als Weideland. Ende des 19. Jahrhunderts wurde der bis dahin kahle Hagenberg aufgeforstet.
Nach dem Bau der Eisenbahn Hannover–Kassel wurde westlich des Bahnhofes eine Werkstatt errichtet, die in den folgenden Jahren zu einem Ausbesserungswerk ausgebaut wurde. Zu diesem gehörte auch die Lokhalle.
In den 1930er Jahren wurde ein Militärflugplatz im jetzigen Industriegebiet angelegt, auch der Hagenberg wurde als Truppenübungsplatz Sperrgebiet. Für Offiziersfamilien und zivile Mitarbeiter wurde eine Siedlung an der Pfalz-Grona-Breite aufgebaut.
Nach dem Zweiten Weltkrieg musste Göttingen eine hohe Zahl von Vertriebenen aufnehmen, die Einwohnerzahl stieg von etwa 52.000 (1937) auf 78.000 (1950). Die bisherigen Militärflächen wurden zu Bauland, bis etwa 1952 entstanden überwiegend einfache Wohnungen, darunter die Blöcke der Wohnungsgenossenschaft auf dem Hagen, die Bebauung an der Pfalz-Grona-Breite und am Egelsberg wurde verdichtet. In den neuen Stadtteilen, für deren Bau auch Mittel aus dem Marshall-Plan verwendet wurden, lebten überwiegend Vertriebene, Südniedersachsen waren in der Minderheit.
1968 zogen die ersten Bewohner in die Großwohnsiedlung „Holtenser Berg“.
Nach der Elektrifizierung der Nord-Süd-Strecke 1963 verlor das Eisenbahn-Ausbesserungswerk seine Funktion. Der Bereich der Bahnhofswestseite konnte umgestaltet werden, hier entstand ein Schulzentrum (Otto-Hahn-Gymnasium, Berufsbildende Schulen, Volkshochschule). Die Lokhalle verfiel, bis man sie 1998 zu einem Großkino und einer Veranstaltungshalle umbaute.

## Religion

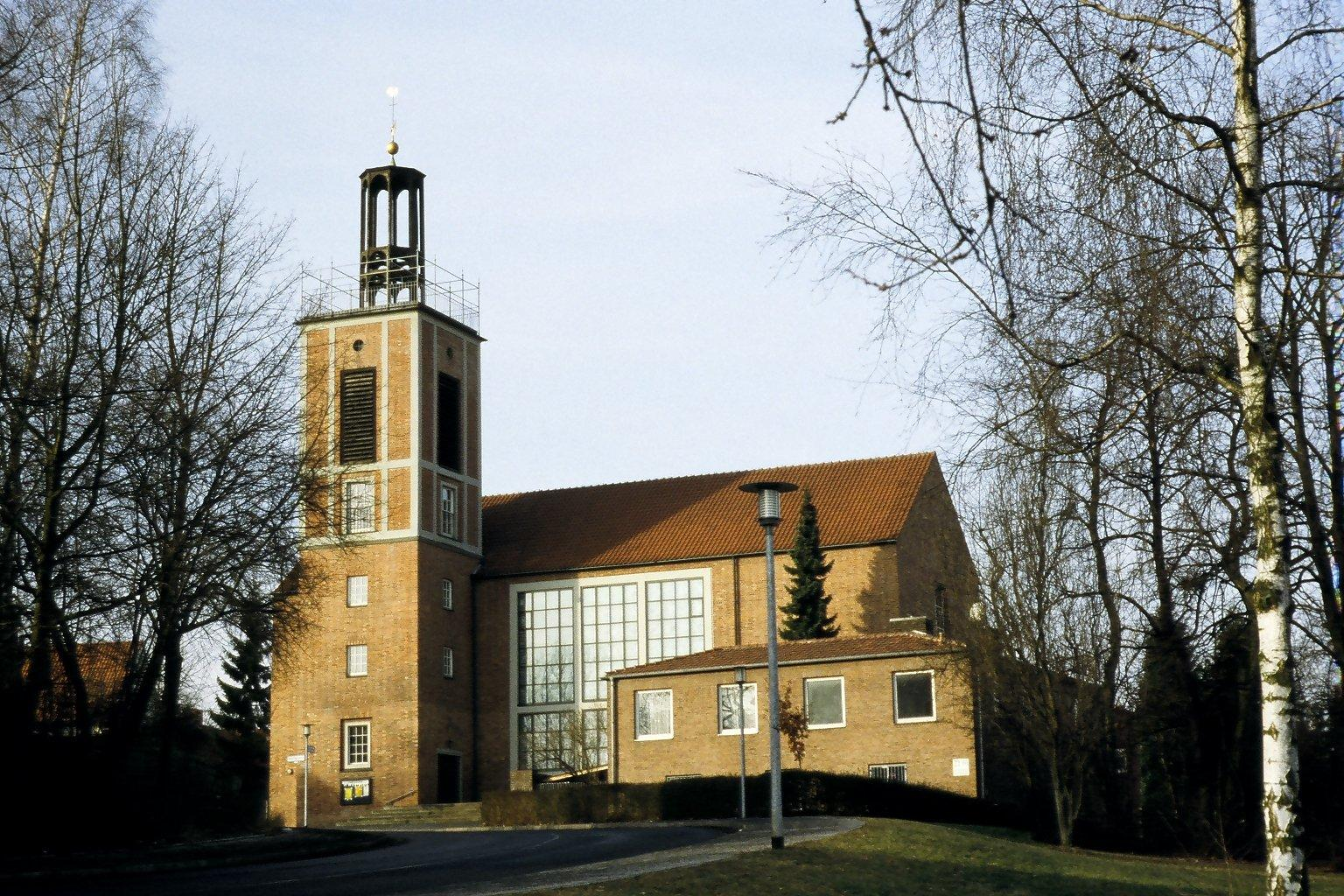
Ev.-luth. Christuskirche auf dem Egelsberg
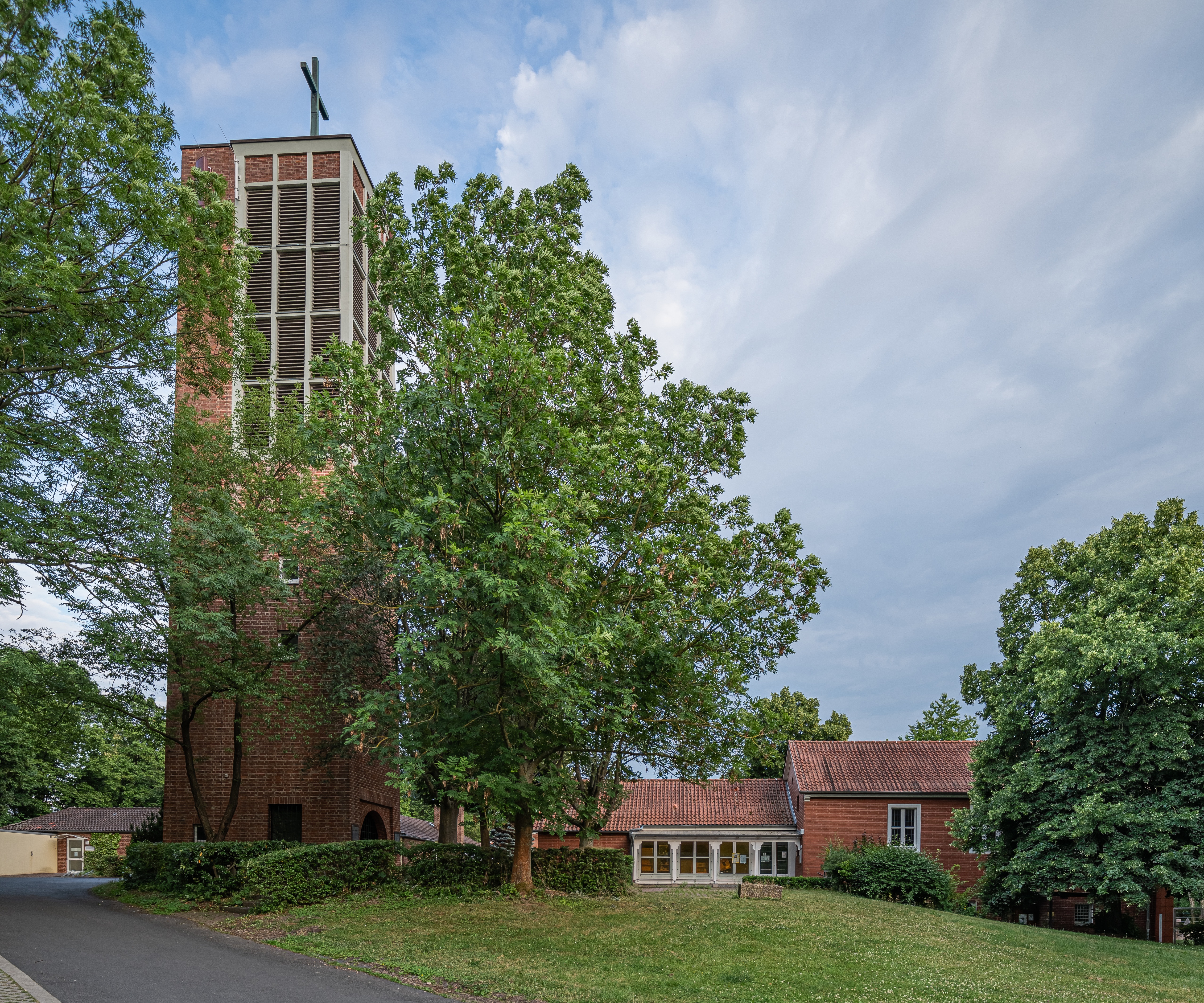
Ev.-luth. Friedenskirche auf dem Hagenberg
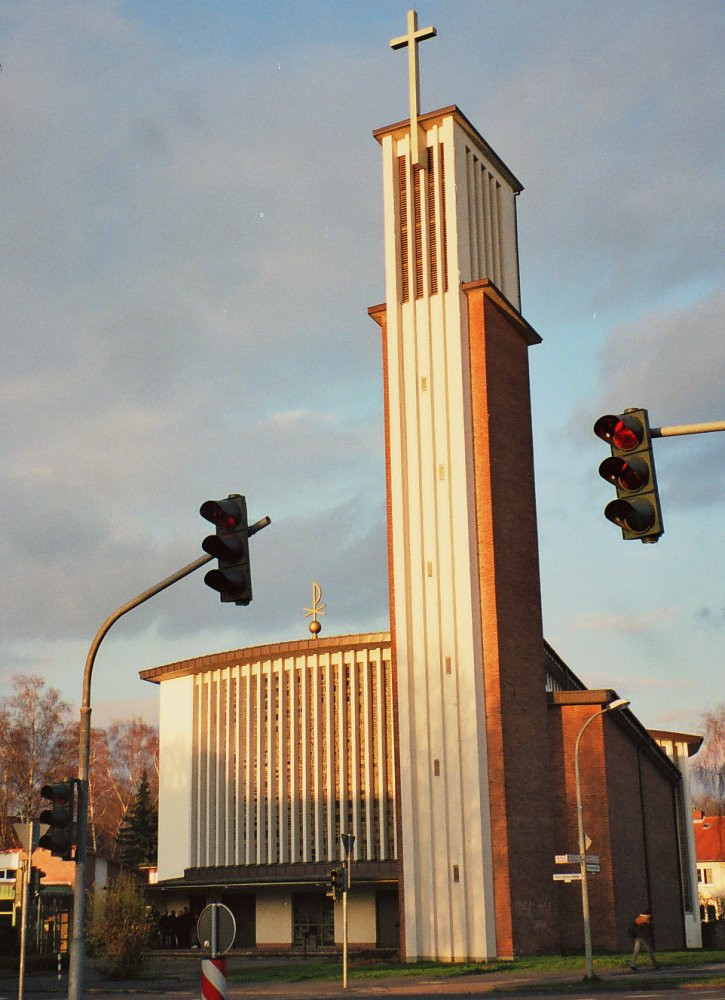
Röm.-kath. Godehardkirche
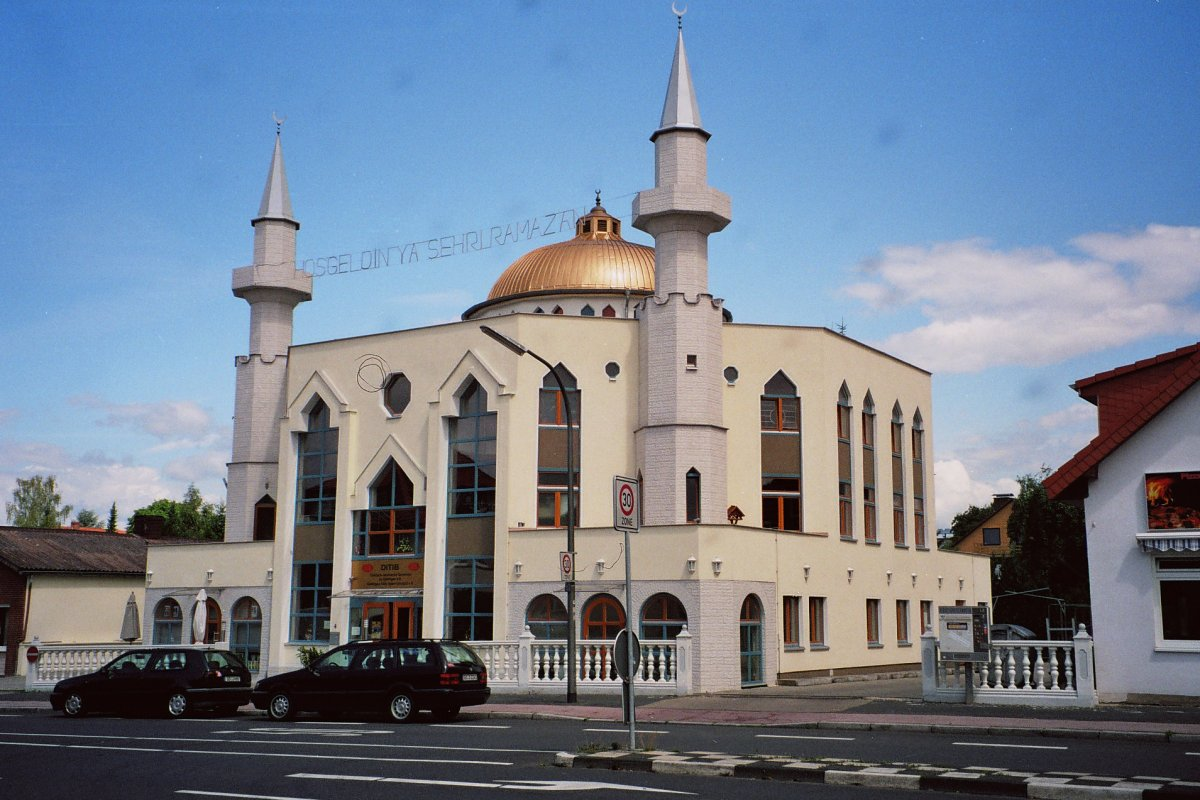
Salimya-Moschee am Königsstieg

Der Bereich der Weststadt gehörte bis Anfang der 1950er Jahre zur evangelisch-lutherischen Gemeinde der St. Marien-Kirche in der Innenstadt. Von dort wurden 1951 die Christus- und die Friedensgemeinde ausgegliedert. Beide Kirchen wurden vom Architekten Diez Brandi im zeittypischen Stil gestaltet. Von der Friedensgemeinde wurde 1986 die Bethlehemgemeinde auf dem Holtenser Berg abgetrennt. Da die Zahl der Gemeindeglieder zurückgeht, treten diese drei Gemeinden verstärkt gemeinsam als „die Weststadtgemeinden“ auf.
Die römisch-katholische Kirche ist seit 1959 mit der Godehardkirche vertreten.
Die DITIB eröffnete 2007 die repräsentative Salimya-Moschee am Königsstieg. Die unauffällige Moschee am Maschmühlenweg wurde von einem kleineren Moscheeverein übernommen.